# Handel och användning av saffran

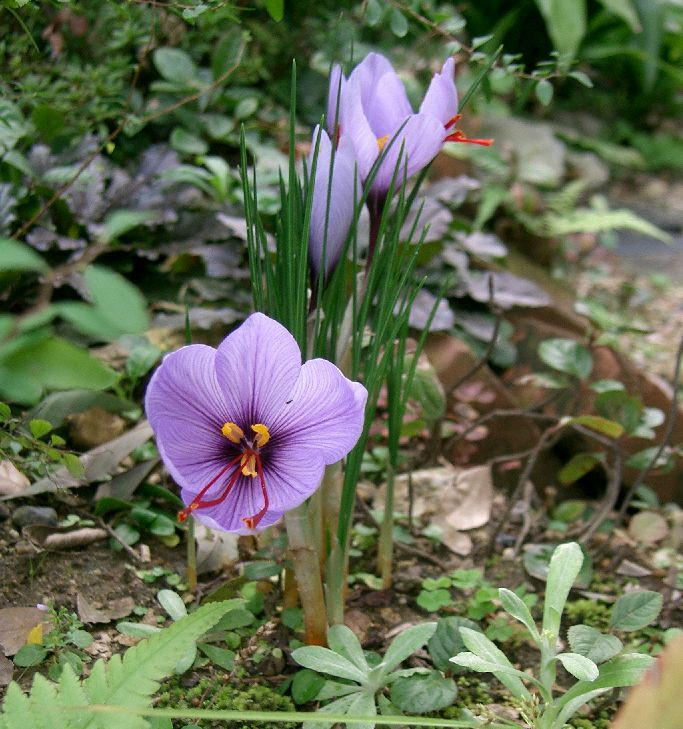
Blommande saffranskrokusar i en trädgård i Osaka (大阪府), Kansai, Honshū, Japan.

Saffran har använts som smakförhöjare, doft, färgämne, och medicin i mer än 3000 år. Saffran, som är världens dyraste krydda per viktenhet, består av pistiller plockade från saffranskrokusen (Crocus sativus). De torkade "trådarna" känns igen på sin bittra smak, höliknande doft, och smala, metalliska ton. Saffran kommer från sydvästra Asien, men började först odlas i Iran. Iran är världens största producent av saffran och står för hälften av den totala skörden.

## Användning
Både under antiken och i nutid användes och används saffran mest i framställning av mat och dryck: odlingar är utbredda över Afrika, Europa samt Amerika och de röda strimmorna kommer till användning i saker som bakverk, curryrätter och likör. Medicinskt användes saffran i antiken för att behandla en stor mängd sjukdomar, från magbesvär till pest och smittkoppor. Kliniska tester har visat att saffran har potential att förebygga cancer och åldrande[källa behövs]. Saffran har använts till att färga tyger och liknande, ofta med en religiös eller hierarkisk betydelse.

## Saffransodling
Saffransodling har förekommit i ett brett bälte i Eurasien, från Medelhavet i sydväst till Kashmir och Kina i nordöst. De gamla stora saffransproducenterna — Iran, Spanien, Indien och Grekland — fortsätter att dominera världshandeln. Odlingen av saffran i Amerika inleddes av medlemmar i Schwenkfelderkyrkan i Pennsylvania. Under de senaste årtiondena har odling spridit sig till Nya Zeeland, Tasmanien och Kalifornien.
Det mesta saffranet produceras i ett brett bälte från Medelhavet i väst till Kashmir i öst. I Kashmir måste de tusentalet odlarna arbeta kontinuerligt i omgångar som sträcker sig över en eller två veckor under både dag och natt. Alla kontinenter utanför detta område utom Antarktis tillverkar mindre mängder. De årliga produktionssiffrorna i världen är uppskattade till 300 ton om man räknar med både strimmorna och pulvret.  Under hela 1991 producerades 50 ton högkvalitativ saffran.  Iran, Spanien, Indien, Grekland, Azerbajdzjan, Marocko, och Italien (i fallande skala) dominerar skörden av saffran i världen. Iran svarade år 2007 för mer än 90 % av världsproduktionen. Skörden i Iran slog fel 2007, och dess dominans i produktionen resulterade i att världshandelspriset i ett slag trefaldigades.
Trots åtskilliga odlingsförsök i länder som Österrike, England, Tyskland och Schweiz, fortsätter odlingen bara på få platser i nord- och centraleuropa.  Bland dem som fortsätter finns den lilla schweiziska byn Mund, i Valais kanton, vars årliga saffransproduktion når upp till flera kilogram. Mycket små odlingar finns också i Australien (på Tasmanien), i Kina, Egypten, Frankrike, Israel, Mexiko, Nya Zeeland, Turkiet (speciellt omkring Safranbolu, en stad som fick sitt namn från saffran), USA (mest i Kalifornien och oproportionerligt av amerikaner med iranskt påbrå), och Centralafrika. 

Något som komplicerar skörden är blommornas samtida och kortvariga blomstringstid. Eftersom så många krokusblommor går åt till att producera endast ett kilo torkad saffran, och omkring fyrtio timmar av intensivt arbete krävs, är skörden en hektisk tillställning. När pistillerna väl har utvunnits måste de torka snabbt för att sönderfall eller mögel, som kan försvåra partiets säljbarhet, ska undvikas. Den traditionella metoden att torka går ut på att sprida ut de färska strängarna över finmaskiga dukar, som sedan värms över het kol eller trä i rum med temperaturer på 30–35 °C i 10–12 timmar. Efteråt förseglas den torkade kryddan huvudsakligen i lufttäta glasbehållare.

## Modern handel

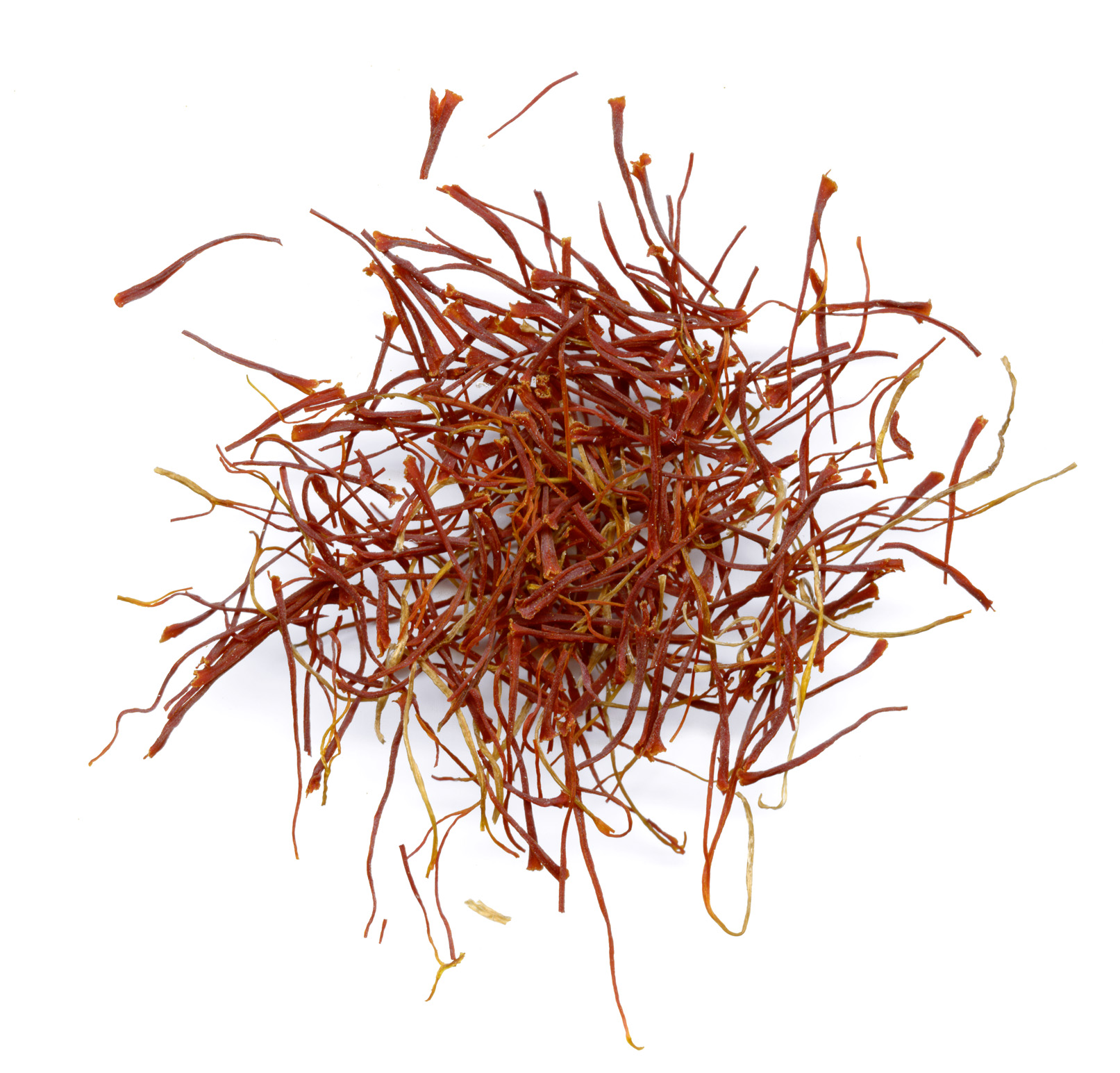
Saffron threads (red-coloured stigmas) mixed with styles (yellow) from Iran.

| Större producerande regioner       |
| Större producerande länder         |
| Mindre producerande regioner       |
| Mindre producerande länder         |
| Större handelsområden (idag)       |
| Större handelsområden (historiska) |

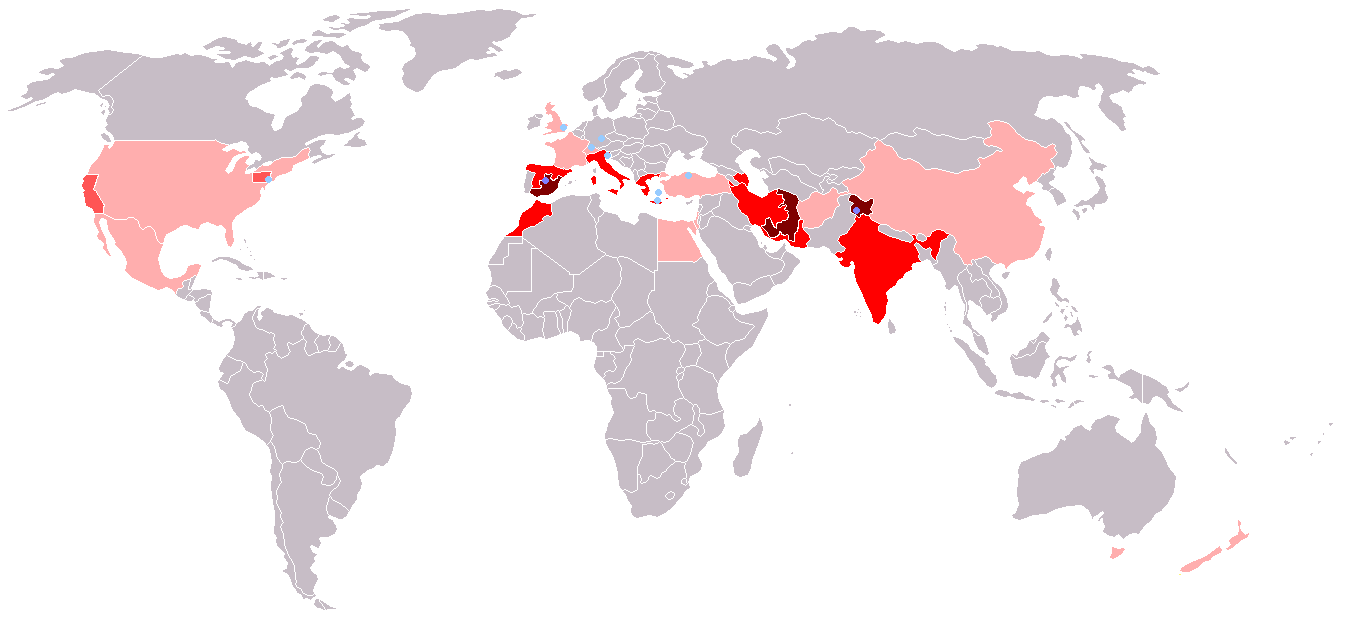
Saffransodling i världen:

Saffranets höga pris beror på svårigheten att manuellt utvinna stora mängder av pistillerna, som är den enda delen av krokusen med lukt och smak. Dessutom går det åt ett stort antal blommor för att frambringa säljbara mängder av saffran. För att framställa ett skålpund torkad saffran (0.45 kg) behövs ungefär 50 000 blommor, vars odlingsyta motsvarar en fotbollsplan.  Vid en annan uppskattning krävs det runt 75 000 blommor för att producera ett skålpund torkad saffran. Skillnaderna beror på pistillernas genomsnittliga storlek i olika odlingar.
Saffran i stora partier av relativt dålig kvalitet kan betinga 500 amerikanska dollar per , medan detaljhandelspriset kan vara 10 gånger så mycket. I västvärlden är dock det genomsnittliga detaljhandelspriset cirka 1 000 USD/skålpund. Det höga priset kompenseras något av de små mängder som behövs; det finns mellan 70 000 och 200 000 stänglar i ett skålpund.